# Szilvamoly
A szilvamoly (Grapholita funebrana), a valódi lepkék (Glossata) alrendjébe tartozó sodrómolyfélék (Tortricidae) családjának egyik, hazánkban is honos faja.

## Elterjedése, élőhelye
Ez az eurázsiai faj Európa nagy részén honos, csak az északi területeken nem él. Kelet felé a Japán-tengerig, dél felé Észak-Afrikában is elterjedt. Magyarországon mindenfelé megtalálható.

## Megjelenése
A lepke szárnya sötétszürke, halványan mintázott. A szárny fesztávolsága 12–15 mm.

## Életmódja

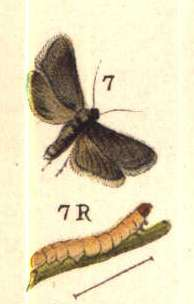
Az imágó és a lárva.

Annyira közeli rokona a keleti gyümölcsmolynak, hogy nem csak rénézésre könnyű összetéveszteni őket, de a két faj „feromonpár”, azaz mindkettejük nőstényeinek szexferomonjai vonzzák a másik faj hímjeit is.
Magyarországon évente három nemzedéke kel ki, és a három rajzás összefolyik. Kifejlett lárvái telelnek át – legtöbbjük a fakéreg repedéseiben. Az első nemzedék rajzása április végén vagy május elején kezdődik. Május végén–június elején a hernyók a még zöld szilvát támadják meg: a kényszerérett szilvák június végén lehullanak. A július elejétől megjelenő erős mézgafolyás a szilvamoly második (első nyári) nemzedékének kártételét jelzi. A károsított szilvák könnyen lehullanak.
A szilvamoly elsődlegesen a szilvát károsítja úgy, hogy hernyói kifejlődnek bármely termesztett szilvafajtában, sőt, a kökényben is. Ritkásan más gyümölcsben is megjelenik. Azokat a szilvákat, amiket a hernyók megsebeztek, könnyen megfertőzi a monília.